# 古宮正次郎
古宮 正次郎（1894年（明治27年）3月14日 - 1942年（昭和17年）10月29日）は、大日本帝国陸軍軍人、最終階級は陸軍少将。歩兵第29連隊長をつとめた。ガダルカナル島の戦いに参加し、戦死または自刃したとされる。功四級。

## 経歴
1894年（明治27年）に神奈川県で生まれた。陸軍士官学校第29期卒業。1942年（昭和17年）3月に陸軍大佐に進級し、8月1日に歩兵第29連隊長に着任した。同年10月26日に戦死し、同日任陸軍少将。

## ガダルカナル島の戦い
1942年8月1日独立守備隊長から転任し、歩兵第29連隊の連隊長に着任。着任挨拶で「こんご戦いは、いよいよきびしくなる。私は諸君の生命を預かった。諸君はこの連隊長と死んでくれ…。私はこの光輝ある第29連隊旗と心中する覚悟である」と述べた。
9月17日夜半、バタヴィア（現・ジャカルタ）の外港タンジョンプリオグから29連隊の主力と「九州丸」でラバウルに向かう。
9月29日午前十時半、ラバウルに入港。第17軍司令部で作戦打ち合わせから帰ってきた古宮から初めての命令が出された。
「敵ハ緒戦ニ於ケル打撃ニヨリ立チ直リ、優勢ナル艦隊、飛行機ヲモッテ、先ニ我ガ海軍ガ占領セル　ガダルカナル　島奪回ヲ企図シ、海軍師団約二万ハ　ルンガ　河口ノ我ガ飛行場建設地付近ニ上陸シ、堅固ナル橋頭堡ヲ確保スルニ及ビ、再三攻撃ヲ続行セルモ、遂ニ成功ナラズ。ココ二我ガ第二師団ガ出動セントスル二至レリ……。」
10月3日午後3時半前、線補給基地に入る。夜、前進部署につぎのように下達した。　　　　　　　　　　　　　　　　　　　　　　　
「第三大隊ハ直チニ駆逐艦ニ移乗、師団司令部トトモニ日新以下ノ駆逐艦ニ分乗シ、本夜暗ヲ利用シテ出発スベシ。上陸地点ハ　ガダルカナル　島　カミンボ　峰トス。連隊本部、通信中隊、速射砲中隊、連隊砲隊ハ五日出発、以下逐次出発トス。連隊長ハ軍旗ヲ奉ジ、六日　ガダルカナル　島ニ上陸ス。」　　
10月12日夜、ジャングルを切り開いている時、九〇三高地と思われる山を発見。だが1枚の海図から写した地図と、ルンガ飛行場を南から写した航空写真を見て、もう1つ先の山が九〇三高地と判断。
10月15日朝、師団司令部から帰ってきた古宮は、将校を呼び集め、那作命十二号　を読み上げた。　　　　　　　　　　　　　　　　
一、師団ハ敵飛行場攻略ノタメ、主力ヲモッテ「アウステン」山南部ヲ経テ「ルンガ」川上流地区ニ向カイ移動ス。本進撃路ヲ今後丸山道　ト称ス。住吉部隊(全砲兵、第四連隊主力)ハ現任務ヲ続行シ、主力ノ機動ヲ援護ス。主力ハ那須部隊(第二十九連隊他)ヲ先行トシ、川口部隊(川口支隊コレニ続行ス。師団司令部、第十六連隊、野戦病院等ハ　十八日ゴロ「ポハ」川ノ線ヲ出発シ、追及ス。
二、那須部隊ハ　十六日正午、ソノ先頭ヲモッテ現在地ヲ出発、丸山道ヲ「ルンガ」川上流東岸地区ニ向カイ前進セントス。
三、第二十九連隊(工兵四個小隊配属)ハ　十六日正午、現在地を出発シ、丸山道ヲ「ルンガ」川上流、指標〇六ニー七ニ〇付近(アウステン山東南側)ニ向カイ前進スベシ。所要ノ偵察隊ヲ先行サセ、マタ工兵隊ト密ニ連絡スベシ。
四、ソノ他ノ部隊ハ追撃第三大隊長鬼塚中佐ノ区署ヲモッテ第二梯団トナリ第二十九連隊ニ続行スベシ。
五、予第二歩兵団長(那須弓雄少将)ハ　十六日午前七時、司令部ト共ニ出発、第二十九連隊本部ト同行ス。
10月16日朝、古宮は勇若作命甲第十五を下達した。　　　　　　　　　　　　　　　　　　　　　　　　　　　　　　　　　　　　　　　　
一、師団ハ飛行場攻略ノ目的ヲモッテ「アウステン」山南部ヲヘテ「ルンガ」川上流二転進ス。
二、連隊ハ　十六日正午、現在地ヲ出発、丸山道ヲ「ルンガ」川上流付近ニ前進ス。
三、船津秀夫大尉ハ各隊ヨリ将校三、下士官七、兵七ヲ率イテ先行シ、地形ノ偵察並ニ道路啓開工兵隊トノ連絡ニ任ズベシ。
四、各隊ハ連隊本部ノ位置(九九〇高地西側部)ヲ基準トシ次ノヨウニ行軍隊形ヲ整エ、集結スベシ。　工兵隊ー第二大隊ー連隊本部ー通信中隊ー第一大隊ー第三大隊ー速射砲中隊ー連射砲中隊。
五、各隊ハ食糧、弾薬ノミヲ各人ニ携行セシムルベシ。コレガタメ日用品等ハ現在連隊本部ノ位置二残置スルモノトシ、監視兵トシテ各大隊及ビ連隊本部カラ各兵一名ヲ残置スベシ。
10月18日正午、アウステン山南側中腹で古宮は、将校を集合させ訓示した　　　　　　　　　　　　　　　　　　　　　　　　　　　
「いいかね、仙台第四連隊は、実はマタニコウ川方面からの攻撃に失敗した。なぜ失敗したか。それは東に向かって攻撃したからだ。いまわれわれが大きく迂回しているのは、日出ずる東に向かって攻撃しないよう、南からまわり込むためである。かつて神武天皇は紀伊に迂回し、南から攻めて大和にはいった。この故事にならった今回の攻撃は、成功疑いなし……。必勝の時はついにきたのだ。」「神武天皇は諸国が互いにケンカし合い、苦しんでいるのに心を痛め、その和合をすすめるためご東征になった。わが大日本帝国がいま軍を進めているのも、実は神武天皇の思想を世界に広めるためである。声を大きくして言うが、断じて侵略ではない。地球上すべての人々が兄弟の和合を結ぼうというのが、こんどの大東亜戦争の目的である……」
10月20日総攻撃の重点正面最先陣を命ぜられる。各中隊長に命令と「諸君の健闘、必勝を祈る」とを伝えた。夜、各大隊の命令受領者を集め、21日の前進部署を示した。
10月22日ルンガ飛行場らしきものを発見。
10月24日夜の攻撃で軍旗と古宮はいずれも行方不明となる。
10月25日早朝、軍旗と古宮はともに敵陣に突入。夜明けに小野寺上等兵が古宮、旗手の大野少尉、鈴木大尉を発見。軍旗を土に埋めることを決断　実行。午後3時半、軍旗を棒持してくれと大野少尉に命ずる。
10月27日夜、敵陣から脱出してきた高橋軍曹によって古宮の生存が伝えられる。夜、軍旗を抱いて自刃を決意したが鈴木大尉の「時期尚早」の言葉に思いとどまる。
10月29日夜9時、古宮は鈴木大尉に29連隊の最後と以下の3つのことを友軍に伝えよ、と命令を出した。
1. 軍旗はいかなることあるも敵手にゆだねざるをもって安心せよ。
2. 敵陣地はまったく自動式なり。
3. 第29連隊の夜襲は成功せず。

11月1日坂本上等兵により古宮と軍旗と鈴木大尉の行方が伝えられた。
のち、米軍がルンガ飛行場付近のジャングルで将校と思われる死体を発見。そのポケットから紙片が出てきた。その紙片には、「部隊の栄光の歴史を、無能なる予のため傷つけたり。まことに申しわけなし」「時計は鈴木大尉に、双眼鏡は山川軍曹にカタミとして残す」とあった。